# べんりねっと
べんりねっとは、コクヨグループの株式会社カウネットが開発・運用する、間接財の購買先を一元管理できる大手企業向けクラウド型購買管理システムである。
1997年7月から稼動し、2023年8月時点で上場企業を中心に5,700社以上が導入している。

## 歴史
べんりねっとは、1997年コクヨ株式会社でインターネットを利用したリテールサポートの仕組みとして開発された。
掲載商品、商品売価は企業と文具販売店の間で決める形であり、中抜が進むといわれた当時のネットビジネスでは珍しい形態であった。稼動当初はコクヨのブランドイメージもあり『文具販売店から事務用品を集中購買できる仕組み』として浸透した。導入先はホワイトカラーの多い上場企業のオフィスであった。
この後、導入先からの要望に沿って機能改善をおこなっていたが、2001年に大幅なバージョンアップをおこなっている。特にこの時に複数業者との取引を集中管理できる機能を開発し、名刺や試薬、工具などの専門サイトとの連係もしている。2003年には、カタログに登録されていない商品の購入や比較購買のための見積り機能を稼動させている。現在は、工場・研究所系で使われる間接材にも実績を持ち中堅規模の製造業などでの採用が増えている。

## 特徴
購買管理機能が充実
承認機能や見積商談機能、検収機能など業務フローに沿った運用を実現できる基本的な機能はもちろんのこと、複数の外部サイト連携カタログの商品検索に便利なサイト間一括検索や支出管理に必要な部門コードや費目コードの登録など顧客の要望に対応できる機能が充実している。
自由なサプライヤ接続
既存取引先との接続はもちろん、カウネットにおいて連携実績のあるサプライヤを紹介してもらうことも可能。様々な品目で企業規模を問わず多くのサプライヤとの接続実績がある。
豊富なシステム連携実績
SaaS型ワークフローシステム、SAP・OracleなどのERPシステム、顧客独自の基幹システムなど様々なシステムとの連携実績が豊富。
購買業務に関わるIDメンテナンスの効率化や支払い業務の効率化も実現可能。